# NAIA Division I 2001 (pallavolo maschile)
La NAIA Division I 2001 si è svolta dal 20 al 21 aprile 2001: al torneo hanno partecipato 6 squadre di pallavolo universitarie e la vittoria finale è andata per la seconda volta alla California Baptist University.

## Squadre partecipanti
- California Baptist
- Lindenwood
- Marycrest International
- Park
- Trinity International
- Tri-State

## Torneo

### Girone A

#### Risultati
| 20 aprile 2001 -, Deerfield | California Baptist | 3 - 0 | Trinity International |  |
| 20 aprile 2001 -, Deerfield | Park               | 3 - 0 | Trinity International |  |
| 20 aprile 2001 -, Deerfield | Park               | 3 - 2 | California Baptist    |  |

#### Classifica
| Pos. | Squadra               | Pt | G | V | P | SV | SP | Ratio | PF | PS | Ratio |
| ---- | --------------------- | -- | - | - | - | -- | -- | ----- | -- | -- | ----- |
| 1    | Park                  | 5  | 2 | 2 | 0 | 6  | 2  | 3,000 | -  | -  | -     |
| 2    | California Baptist    | 4  | 2 | 1 | 1 | 5  | 3  | 1,666 | -  | -  | -     |
| 3    | Trinity International | 1  | 2 | 0 | 2 | 0  | 6  | 0,000 | -  | -  | -     |

### Girone B

#### Risultati
| 20 aprile 2001 -, Deerfield | Lindenwood              | 3 - 1 | Tri-State               | 10-15, 15-8, 15-6, 16-14 |
| 20 aprile 2001 -, Deerfield | Marycrest International | 3 - 0 | Tri-State               |                          |
| 20 aprile 2001 -, Deerfield | Lindenwood              | 3 - 1 | Marycrest International |                          |

#### Classifica
| Pos. | Squadra                 | Pt | G | V | P | SV | SP | Ratio | PF | PS | Ratio |
| ---- | ----------------------- | -- | - | - | - | -- | -- | ----- | -- | -- | ----- |
| 1    | Lindenwood              | 6  | 2 | 2 | 0 | 6  | 2  | 3,000 | -  | -  | -     |
| 2    | Marycrest International | 3  | 2 | 1 | 1 | 4  | 3  | 1,333 | -  | -  | -     |
| 3    | Tri-State               | 1  | 2 | 0 | 2 | 1  | 6  | 0,166 | -  | -  | -     |

### Semifinali
| 21 aprile 2001 -, Deerfield | California Baptist      | 3 - 1 | Lindenwood | 11-15, 13-15, 15-4, 11-15 |
| 21 aprile 2001 -, Deerfield | Marycrest International | 3 - 2 | Park       |                           |

### Finale
| 21 aprile 2001 -, Deerfield | California Baptist | 3 - 1 | Marycrest International |  |

## Premi individuali
| Premio              | Giocatore   | Squadra            |
| ------------------- | ----------- | ------------------ |
| MVP                 | Rafael Paal | California Baptist |
| All-Tournament Team | Adu Rando   | California Baptist |
| All-Tournament Team | ?           | ?                  |
| All-Tournament Team | ?           | ?                  |
| All-Tournament Team | ?           | ?                  |
| All-Tournament Team | ?           | ?                  |
| All-Tournament Team | ?           | ?                  |